# نبرد کانمورا
نبرد کانمورا (به ژاپنی: 上村合戦 かんむらがっせん)، نبردی است که در دسامبر ۱۵۷۰ درگرفت. ارتش خاندان تاکدا، مستقر در ولایت کای و شینانو، برای حمله به ولایت میکاوا، سنگر خاندان توکوگاوا واقع در تونو ناحیه انا، گیفو (در حال حاضر کامییاهاگی، گیفو، شهر انا، گیفو، استان گیفو)، با نیروهای ترکیبی در حال حرکت بودند و در نتیجه خاندان توئویاما و خاندان توکوگاوا با هم درگیر شدند. در این نبرد نیروهای طرفدار خاندان تاکدا پیروز شد. با این حال، در نتیجه نبرد با ارتش آکچی میتسوناگا (چوکانسای میاکه) که توسط اودا نوبوناگا در روستای اودا (小田子村)  اعزام شده بود، نیروهای تاکدا به منطقه اینا  در ولایت شینانو عقب‌نشینی کردند.